# Ozineus elongatus
Ozineus elongatus là một loài bọ cánh cứng trong họ Cerambycidae.